# Catedral del Inmaculado Corazón de María (Irkutsk)
La catedral del Inmaculado Corazón de María (en ruso: Собор Непорочного Сердца Божией Матери) es la catedral de la diócesis de San José en Irkutsk. Se encuentra en la calle 11 Griboyédov en Irkutsk, en la región de Siberia en Rusia. Es conocida por sus conciertos de órgano. En 1820 se fundó la parroquia católica de Irkutsk, una ciudad creciente. La mayoría de los feligreses eran polacos y lituanos o bielorrusos y representantes de otras nacionalidades parte del Imperio Ruso. Una iglesia de madera fue dedicada a Nuestra Señora de la Asunción y sufrió por las llamas durante el Gran Incendio de Irkutsk en 1879. Una nueva iglesia gótica fue consagrada en 1886. La parroquia se suprimió en la época soviética, sacerdotes y feligreses activos enviados a campos de trabajo forzado.
Tras la caída de la Unión Soviética las actividades de la iglesia son autorizadas de nuevo. Sin embargo, el municipio negó el derecho de los católicos a recuperar su iglesia en 1998, pero les entregó en compensación una parcela de tierra en la que se edificó la actual catedral que fue consagrada el 8 de septiembre de 2000.